# Гуменюк Назар Васильович
Гуменюк Назар Васильович (нар. 5 вересня 1996, Івано-Франківськ) — український футболіст, гравець другої футбольної ліги України, півзахисник франківського «Прикарпаття».
Дебютував за  «Прикарпаття» в матчі проти «Енергія» (Нова Каховка) на 70 хв замість Ореста Януша.